# Nemophora violaria
Nemophora violaria is een vlinder uit de familie van de langsprietmotten (Adelidae). De wetenschappelijke naam werd gepubliceerd in 1978 door Razowski.